# Фріголд Тауншип (Нью-Джерсі)
Фріголд Тауншип (англ. Freehold Township) — селище (англ. township) в США, в окрузі Монмаут штату Нью-Джерсі. Населення — 35 369 осіб (2020).

## Демографія
Згідно з переписом 2010 року, у селищі мешкали 36 184 особи в 12 577 домогосподарствах у складі 9385 родин. Було 13140 помешкань
Расовий склад населення:
| - 84,3 % — білих - 7,0 % — азіатів - 5,3 % — чорних або афроамериканців - 0,1 % — корінних американців - 1,5 % — осіб інших рас |

До двох чи більше рас належало 1,7 %. Частка іспаномовних становила 7,8 % від усіх жителів.
За віковим діапазоном населення розподілялося таким чином: 24,3 % — особи молодші 18 років, 62,7 % — особи у віці 18—64 років, 13,0 % — особи у віці 65 років та старші. Медіана віку мешканця становила 41,3 року. На 100 осіб жіночої статі у селищі припадало 97,9 чоловіків;  на 100 жінок у віці від 18 років та старших — 96,9 чоловіків також старших 18 років.
Середній дохід на одне домашнє господарство  становив 119 836 доларів США (медіана — 100 759), а середній дохід на одну сім'ю — 140 022 долари (медіана — 121 016). Медіана доходів становила 86 759 доларів для чоловіків та 56 478 доларів для жінок. За межею бідності перебувало 4,6 % осіб, у тому числі 5,3 % дітей у віці до 18 років та 5,7 % осіб у віці 65 років та старших.
Цивільне працевлаштоване населення становило 17 699 осіб. Основні галузі зайнятості: освіта, охорона здоров'я та соціальна допомога — 26,4 %, науковці, спеціалісти, менеджери — 11,7 %, фінанси, страхування та нерухомість — 11,4 %, роздрібна торгівля — 11,3 %.